# Brave New World (Styx)
| Recensione                        | Giudizio |
| --------------------------------- | -------- |
| AllMusic                          | [ 1 ]    |
| The New Rolling Stone Album Guide | [ 2 ]    |

Brave Nee World è il tredicesimo album del gruppo musicale Styx, pubblicato nel giugno del 1999 per l'etichetta discografica CMC International.
L'album si classificò al centosettantacinquesimo posto (17 luglio 1999) della classifica statunitense Billboard 200.

## Tracce
1. I Will Be Your Witness – 4:31 (Jack Blades, Tommy Shaw)
2. Brave New World – 5:14 (James Young, Tommy Shaw)
3. While There's Still Time – 3:53 (Dennis DeYoung)
4. Number One – 4:33 (Tommy Shaw)
5. Best New Face – 3:36 (Jack Blades, Tommy Shaw)
6. What Have They Done to You – 4:33 (James Young, Tommy Shaw)
7. Fallen Angel – 4:49 (Dennis DeYoung)
8. Everything Is Cool – 5:19 (Tommy Shaw)
9. Great Expectations – 4:44 (Dennis DeYoung)
10. Heavy Water – 4:29 (James Young, Tommy Shaw)
11. High Crimes & Misdemeanors (Hip Hop-Cracy) – 3:26 (Dennis DeYoung)
12. Just Fell In – 3:25 (James Young, Tommy Shaw)
13. Goodbye Roseland – 3:49 (Dennis DeYoung)
14. Brave New World (Reprise) – 3:31 (James Young, Tommy Shaw)

## Formazione
- Dennis DeYoung - tastiere, voce
- James Young - chitarre, voce
- Tommy Shaw - chitarra elettrica, chitarra acustica, tastiere, voce, sampling, programming in sequencing
- Chuck Panozzo - chitarra basso
- Todd Sucherman - batteria, percussioni

Note aggiuntive
- Tommy Shaw, Dennis DeYoung e James Young - produttori
- Registrazioni effettuate al Pumpkin Studios di Chicago, Illinois; The S.H.O.P. di Hollywood, California ed al The White Room di Chicago, Illinois
- Gary Loizzo - ingegnere delle registrazioni
- Grand piano e sezione strumenti ad arco, registrato al Hinge Recording di Chicago da Craig Bauer
- Strumenti ad arco del brano: I Will Be Your Witness, registrati da John Hendrickson al Capitol Recording di Hollywood, California
- Registrazioni aggiunte effettuate da: 
Craig Williams al Dr. Caw Recording di Northbrook, Illinois 
Tommy Shaw al The S.H.O.P. di Hollywood, California 
Charlie Paakaari al Capitol Recording di Hollywood, California 
Joe Mildice al Electric Voodoo Recording di Chicago, Illinois 
Craig Bauer al Hinge Recording di Chicago, Illinois
- David Campbell - arrangiamento e conduttore strumenti ad arco (brano: I Will Be Your Witness)
- Ed Tossing - arrangiamento e conduttore strumenti ad arco (brani: Number One, Fallen Angel e Goodbye Roseland)
- Jerry Goodman - violino (brano: What Have They Done to You)
- C.J. Vanston - arrangiamento, conduzione e registrazione strumenti a fiato al Treehouse Recording Studios di Los Angeles, California
- Ron Nevison - ingegnere del mixaggio (tutti i brani eccetto dove indicato)
- Andy Haller - secondo ingegnere del mixaggio
- Mixaggio effettuato al The Records Plant di Hollywood, California (eccetto dove indicato)
- Brano Fallen Angel, mixato da Dennis DeYoung e Craig Bauer
- Brano Great Expectations, mixato da Dennis DeYoung e Gary Loizzo
- Brano Good Bye Roseland, mixato da Dennis DeYoung (in memoria di mio padre Maurice DeYoung)
- Brano High Crimes & Misdemeanors (Hip Hop-Cracy), mixato da Dennis DeYoung e Craig Bauer
- Fallen Angel, Great Expectations, Good Bye Roseland e High Crimes & Misdemeanors (Hip Hop-Cracy) mixati al Hinge Recording ed al White Room
- Craig Bauer - primo ingegnere del mixaggio
- Steve Johnson, Matthew Prock, Rodney Amos e Suzanne DeYoung - secondi ingegneri del mixaggio
- Masterizzato da Ted Jensen al Sterling Sound di New York
- Alan Chappell e Ioannis - art direction, design
- Ioannis - dipinto copertina, artwork[5]